# نمذجة أداء الرصف

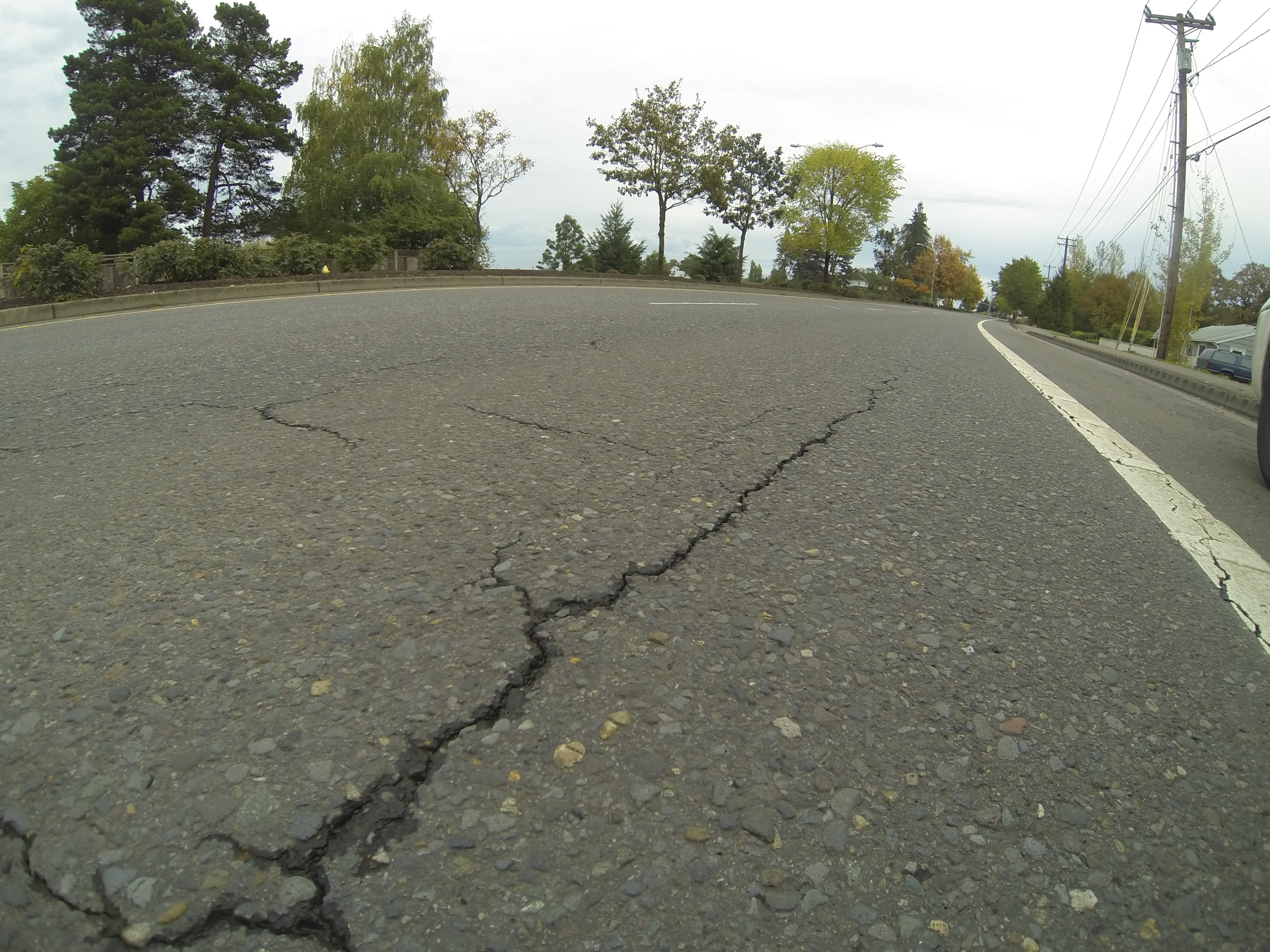
يمكن تطوير نماذج أداء الرصف للتنبؤ بمشكلة واحدة مثل الشقوق أو مؤشر حالة الرصف الكلي.

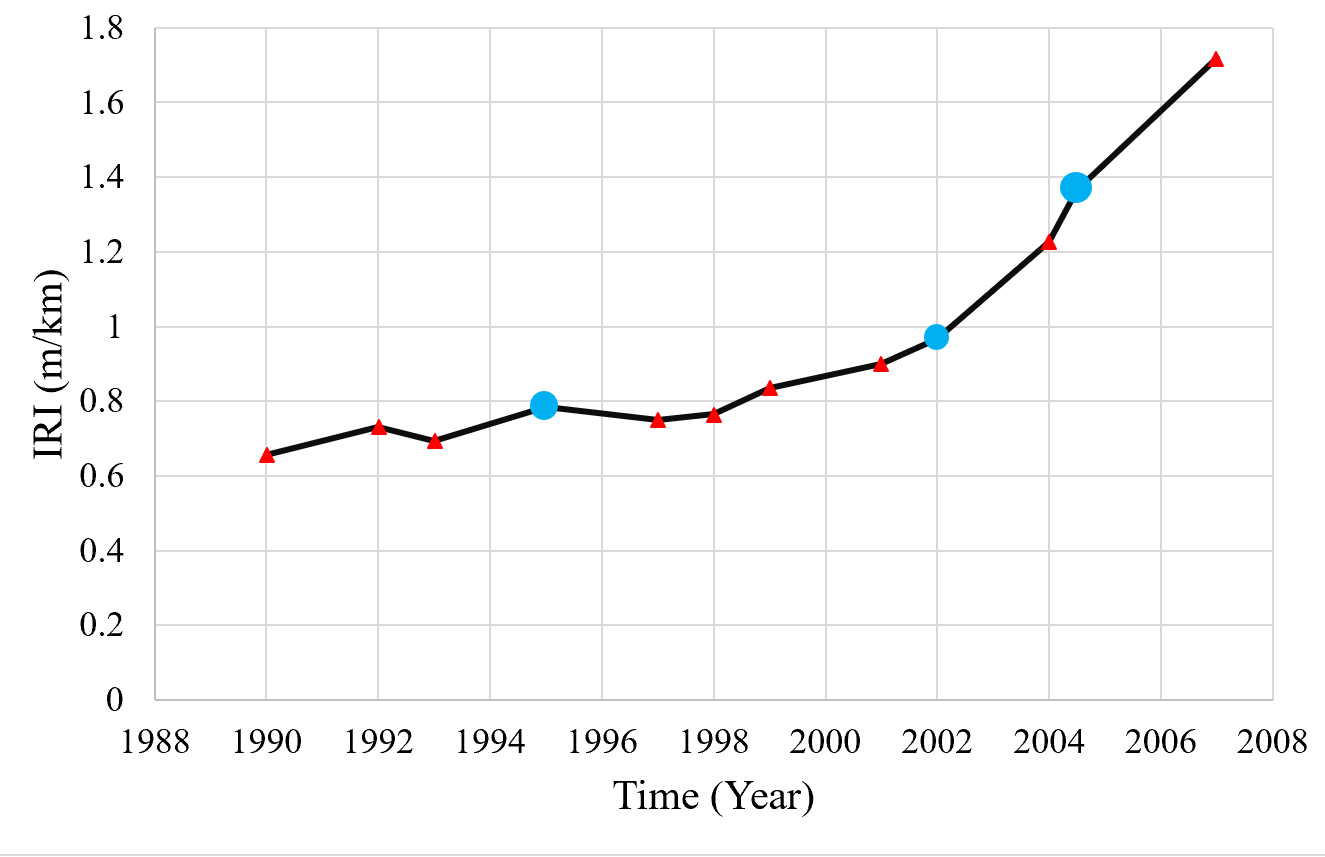
زيادة IRI لطريق في ولاية تكساس. تمثل النقاط الزرقاء على المنحنى إجراءات الصيانة.

نمذجة أداء الرصف (بالإنجليزية: Pavement performance modeling)‏ أو نمذجة تدهور الرصف (بالإنجليزية: Pavement deterioration modeling)‏ هي دراسة تدهور الرصف طوال دورة حياتها. يتم تقييم صحة الرصف باستخدام مؤشرات أداء مختلفة. بعض مؤشرات الأداء أكثر شهرة هي مؤشر حالة الرصيف (PCI) ومؤشر الخشونة الدولية (IRI) ومؤشر الخدمة الحالي (PSI). من بين الطرق الأكثر استخدامًا لنمذجة أداء الرصف النماذج الميكانيكية والنماذج الميكانيكية-التجريبية (بالإنجليزية: Mechanistic-empirical)‏، منحنيات البقاء ونماذج ماركوف. في الآونة الأخيرة، تم استخدام خوارزميات التعلم الآلي لهذا الغرض أيضًا.[7] [8] تعتمد معظم الدراسات على نمذجة أداء الرصيف على IRI.

## التاريخ
تعود دراسة أداء الرصف إلى النصف الأول من القرن العشرين. استندت الجهود الأولى في نمذجة أداء الرصيف إلى نماذج ميكانيكية. في وقت لاحق طور الباحثون أيضًا نماذج تجريبية. منذ بداية التسعينات، أصبحت النماذج الميكانيكية التجريبية (M-E) شائعة. جمعت هذه النماذج كلاً من الميزات الميكانيكية والتجريبية عبر الانحدار الخطي. في أمريكا الشمالية، طورت AASHTO مبادئ توجيهية تستند إلى الأساليب التجريبية الميكانيكية. يحتاج تطوير النماذج إلى البيانات. لذلك، في أمريكا الشمالية، جمعت منظمات مثل AASHTO و FHWA كميات كبيرة من البيانات حول حالة الرصف.

## أسباب التدهور
هناك عوامل كثيرة تؤثر على تدهور الطرق. لذا، فإن تدهور الرصف ظاهرة معقدة. يمكن تصنيف عوامل التدهور إلى فئات مختلفة: التصميم والبناء، نوع المواد، الظروف البيئية، والعوامل الإدارية والتشغيلية.

### الظروف المناخية والبيئية
من بين العوامل البيئية الأكثر أهمية دورات التجميد والذوبان، درجة الحرارة القصوى والدنيا وهطول الأمطار. تشير التقارير إلى أن الطرق في المتوسط في مناخ رطب مع دورات تجميد تتدهور بما يصل إلى ضعفين أكثر من الطرق في المناطق الجافة وغير المجمدة. لذا، فإن الطرق المعرضة لعدد أكبر من دورات التجميد والذوبان وارتفاع مستويات هطول الأمطار تتدهور بشكل أسرع. من ناحية أخرى، تستمر الطرق في المناخات الجافة وعدم التجمد لفترة أطول. يمكن أن تكون درجة الحرارة العالية جدًا ضارة لرصيف الأسفلت أيضًا وتتسبب في ضغوط مثل النزف. و بالنظر إلى ذلك، يمكن أن يشكل تغير المناخ تهديدًا لطرق. ومع ذلك، يختلف تأثيره باختلاف المناطق. في حين أنه يمكن أن يكون ضارًا للغاية للطرق في منطقة معينة، إلا أنه قد يخفف من تدهور الطرق في منطقة أخرى.

### حركة المرور وظروف التشغيل
يعد عدد السيارات ونوعها من بين العوامل المهمة التي تسبب تدهور الطريق. عادة ما ترتبط الأحجام الأكبر من حركة المرور والمركبات الثقيلة مثل الشاحنات بتدهور أسرع للرصف. كما يمكن أن يكون للنهج الإدارية تأثير هام على أنماط التدهور. من الأمثلة على العوامل المرتبطة مباشرة بالإدارة نوع وتكرار الصيانة أو طرق التنظيف والتذويب في الشتاء. يمكن أن يؤدي استخدام الكثير من ملح التذويب إلى تفاقم مشكلة التآكل خاصة في الرصف الخرساني.

### نوع الرصف
يعتبر نوع الرصف من أهم العوامل التي تؤثر على تدهور الرصف. بشكل عام، تكون الأرصفة الخرسانية أكثر متانة في المناخات الأكثر دفئًا، كما أن أرصفة الأسفلت أكثر مقاومة للطقس البارد. ضمن نوع معين من الطرق (خرسانية أو أسفلتية أو حصوية)، فإن سماكة الطبقات ونوع المواد المستخدمة في طبقة تحت الأس و أساس وطبقة الرصف مهمة. في بعض الأحيان يتم التعبير عن هذه السمات من خلال متغير جماعي يسمى جي بي اي.